# The Advancement of Learning

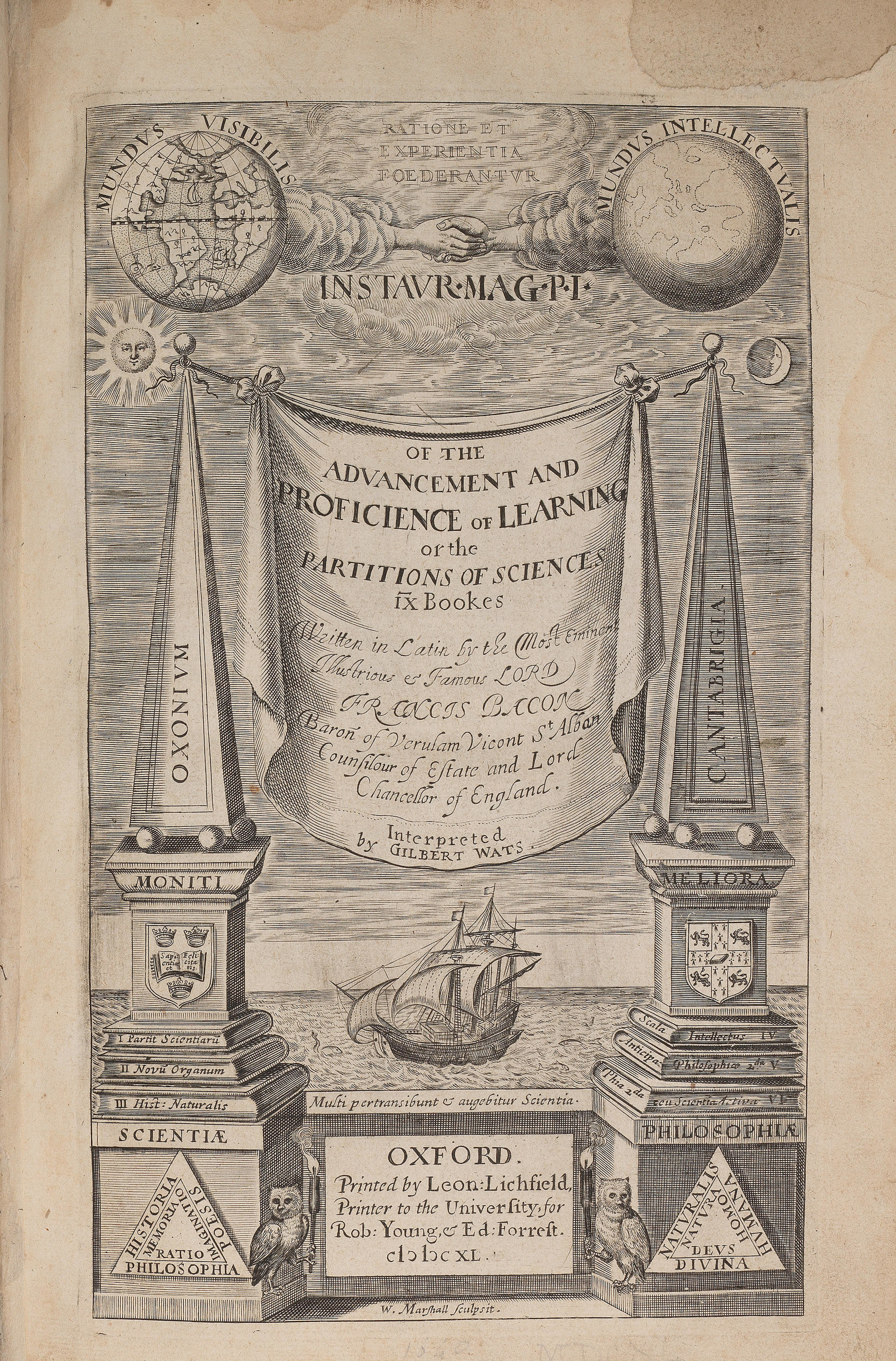
Pagina cu titlu

The Advancement of Learning (denumire completă: Of the Proficience and Advancement of Learning, Divine and Human) este o carte din 1605 scrisă de Francis Bacon. Lucrarea se ocupă de căutarea unor metode noi care să favorizeze cercetarea științifică.

## Edițiune românească
- Francis Bacon, Cele două cărți despre excelența și progresul cunoașterii divine și umane, traducere, note și comentarii de Dana Jalobeanu și Grigore Vida, studiu introductiv de Dana Jalobeanu, Editura Humanitas, 2012.